# 新兹布尔伊夫卡
46°27′3″N 32°27′13″E / 46.45083°N 32.45361°E

教堂

新茲布尔伊夫卡（烏克蘭語：Нова Збур'ївка）是位於烏克蘭南部的村莊，由赫爾松州斯卡多夫斯克區的霍拉普里斯坦市鎮負責管轄。該村始建於1774年，面積4.96平方公里，海拔高度14米，2001年人口7,489，人口密度每平方公里1,509.9人。